# Synchronizacja standardowa
Synchronizacja standardowa – konwencja synchronizacji zegarów położonych w różnych miejscach za pomocą wymiany sygnałów. Używana była telegrafistów już w połowie XIX wieku, spopularyzowana została przez Henriego Poincarégo oraz Alberta Einsteina, który zastosował ją do sygnałów świetlnych i uznał jej fundamentalną rolę w szczególnej teorii względności. Z tego względu nazywana jest także synchronizacją Einsteina-Poincarégo.